# Eustache du Bellay
Pour les articles homonymes, voir Famille du Bellay.
Eustache du Bellay fut le successeur de Jean du Bellay comme évêque de Paris et doyen commendataire de l'abbaye de Saint-Maur de 1551 à 1563.

## Biographie

### Origine
Eustache du Bellay est le sixième fils de René, seigneur du Bellay et de son épouse Marquise de Laval. Il se qualifiait :R. P. en D. messire Eustache du Bellay, évesque de Paris, abbé des abbayes du Petit Cisteaux, de Noyers, et prieur de Cunault, seigneur du dit lieu du Bellay, du Plessis-Macé, Grez, Villequier, Boisthibault, baron des baronnies de la Forest-sur-Sèvre, Commequiers, et la Haye-Jouslain, seigneur de la Motte, de Beaumont, la Geffardière. Missé, Ribler, et Sainte-Vierge en Poitou.

### Bénéfices
Il est conseiller clerc au Parlement de Paris depuis 1543, ayant succédé dans cette charge à son oncle Louis du Bellay de Commequiers.
Il est  pourvu d'un  nombre considérable de bénéfices ecclésiastique : chanoine et trésorier de l'église d'Angers, grand archidiacre de celle de Paris, curé-archiprêtre de l'église Saint-Séverin de Paris, prieur de Notre-Dame de Louye, de Saint-Clément de Maillé et d'Allones, abbé de Notre-Dame de Charmoie, de Notre-Dame de Noyers dans le diocèse de Tours, de Saint-Maur-sur-Loire dans le  diocèse d'Angers, de l'abbaye de l'Aumône au diocèse de Chartres...

### Evêque de Paris
Pressenti pour être évêque du Mans il est désigné comme évêque de Paris en succession de son parent Jean du Bellay le 16 mars 1551. Il est consacré le 15 novembre de la même année. 
Il devint un personnage très important, non seulement à cause de sa dignité ecclésiastique, mais aussi à cause de sa grande intelligence en affaires : il gouverne son diocèse avec beaucoup de sagesse. IL est désigné en 1560 pour aller représenter la
France au Concile de Trente. Il montre un grand zèle, pour soutenir les droits de l'épiscopat, s'opposa à l'introduction des jésuites en France, et publie des statuts synodiaux en 1557. 
Il reçoit la succession de son neveu François-Henri du Bellay et substitue la seigneurie du Bellay à l'un de ses autres neveux René. Ce fut lui qui, en sa qualité d'aîné, prit sur lui de soutenir contre Antoine de Crussol et Louise de Clermont, le procès relatif à la succession de son neveu François-Henri.
Il meurt le 4 septembre 1565, à Bellay en Anjou, après s'être démis de son évêché en 1563.

## Sources partielles
- « Eustache du Bellay », dans Louis-Gabriel Michaud, Biographie universelle ancienne et moderne : histoire par ordre alphabétique de la vie publique et privée de tous les hommes avec la collaboration de plus de 300 savants et littérateurs français ou étrangers, 2e édition, 1843-1865 [détail de l’édition]
- Adelstan de Beauchêne, Le Bois-Thibault : , Étude Historique & Archéologique, Laval, – Imprimerie-Librairie Ve A. Goupil, 1912 (lire en ligne).
- (en) Catholic-hierarchy.org Bishop Eustache du Bellay